# Bettina Shaw Lawrence
Bettina Shaw Lawrence, nota anche come Betty Shaw-Lawrence (Londra, 29 luglio 1921 – Trevignano Romano, 12 settembre 2018), è stata una pittrice britannica.
Studia pittura e disegno con Fernand Léger, Cedric Morris ed Arthur Lett-Haines ma di fatto è un’autodidatta. Dipinge fino all’inizio del 1980.

## Biografia
Nata il 29 luglio 1921 a Londra, Bettina Shaw-Lawrence è un’artista del dopoguerra. Le sue opere sono figurative e esprime se stessa soprattutto attraverso dipinti ad olio. Predilige il bianco e il nero o disegni con inchiostro a colori. Illustratrice di libri è conosciuta come ritrattista e scultrice.
Le sue opere si trovano in collezioni private. Recentemente un suo ritratto a penna ed inchiostro del poeta David Gascoyne, è stato acquistato dalla National Portrait Gallery di Londra. L'artista dal 1946 ha esposto le sue opere in numerose mostre personali e collettive presso gallerie d'arte contemporanea a Londra, Roma e New York.
Prima dello scoppio della seconda guerra mondiale, l'artista frequenta i corsi di disegno di Fernand Léger, studia scultura con Ossip Zadkine a Parigi. Durante quegli anni formativi David Gascoyne, il poeta surrealista, fu il suo mentore. Al suo rientro a Londra nel settembre 1939, Shaw-Lawrence incontra David Kentish e Lucian Freud entrambi studenti di Cedric Morris e Arthur Lett-Haines al East Anglian School of Painting and Design.
Quest’incontro le ha permesso di trascorrere l'estate del 1940 studiando con l'artista Cedric Morris. Durante la guerra, per brevi periodi ritorna alla scuola a Benton End vicino a Hadleigh, Suffolk, e Bettina Shaw-Lawrence dipinge Richmond-upon-Thames.
Nell’immediato periodo post bellico, Bettina viaggia per l’Europa. I soggiorni in Spagna e Francia ispirarono le sue opere esposte in seguito alla Leicester Galleries e Hannover Gallery. Nel 1958 Shaw-Lawrence lascia l'Inghilterra per trasferirsi in Italia. I suoi oli su tela diventano più luminosi, sereni. I dipinti appaiono molto sofisticati, potrebbero essere visti come figure di bambole in un ambiente teatrale. I suoi dipinti danno la sensazione d’essere immersi in un mondo di bellezza cristallina, vivi e veri, un mondo privo di intrusioni riuscendo a purificare la realtà riportandola all'innocenza.

## Carriera

### Mostre personali
1947 - The Leicester Galleries - London. Questa prima mostra dell'artista è stata annunciata da The Times. Il suo catalogo composto da 16 dipinti ad olio e 12 disegni (inchiostro e tempera, inchiostro e acquerello, inchiostri colorati e gesso, un pastello), molti raffiguranti paesaggi, fiori o nature morte con un'eccezione, un ritratto di David Gascoyne. Nel 1948 The Penguin New Writing n°33 a cura di John Lehmann presenta due delle sue opere di questa mostra: 'Richmond Bridge' (olio) e 'Ragazzo con un asino' (inchiostri colorati).
1953 - Hannover Gallery - Londra. La seconda mostra dell'artista è stata presentata da The Times. Il catalogo elenca 18 dipinti ad olio.
1963 - Bodley Gallery - Il catalogo della mostra comprende 40 dipinti olio su tela tutti appartenenti al periodo italiano dell'artista. La sua mostra è stata presentata da ARTnews.
1975 - Wivenhoe Arts Club - Wivenhoe (Essex). "Una mostra di dipinti e disegni di Bettina Shaw-Lawrence è esposta al club il sabato sera e tra gli ospiti c’era il signor Arthur Lett-Haines, uno dei leader del East Anglian School of Painting and Drawing dove la signorina Shaw-Lawrence aveva studiato molti anni prima. Ci sono 39 opere in mostra che rimarranno esposte per tre settimane".

### Altre mostre
Le prime mostre dell'artista a Londra includono anche quelle tenute alla Reid & Lefèvre Gallery e alla Léger Gallery, seguite nel 1955 da quelle presso la Arthur Jeffress Gallery di Londra in collaborazione con le Galerie Charpentier di Parigi. In questa occasione, dipinge un ritratto intitolato “Ritratto con una Rosa” che fu scelto per la copertina di The Listener per presentare un programma radiofonico sull'arte di Trompe l'Oeil della BBC il 3 febbraio 1955.
Il catalogo Bodley del 1963 conferma che quando Bettina Shaw-Lawrence visse a Roma, Italia (1959-1967) i suoi lavori furono esposti alla Galleria Obelisco e alla Galleria 88.
Nel 1985, Bettina Shaw-Lawrence partecipa alla mostra intitolata The Benton End Circle tenutasi a Bury St. Edmunds Gallery d'arte in Bury St. Edmunds (Suffolk). In quell'occasione l'artista vende un disegno a penna ed inchiostro di Lucian Freud dove posava nudo per gli studenti della East Anglian School of Painting and Drawing a Benton End, nei primi anni 1940. Questa fu la sua ultima mostra che ebbe luogo in una galleria ubicata vicino al Benton End, dove era vissuta durante gli anni di guerra, "ricordando sempre i piacevoli momenti vissuti laggiù" e desiderato d’esserci".

### Ritrattista
Tra i modelli della pittrice furono la disegnatrice di moda Jean Muir, il marito Harry Leuckert, David Kentish, la sua sorella, l'attrice Elizabeth Kentish, il poeta David Gascoyne, e il giornalista e scrittore Paul Johnson.

### Illustratrice di libri
1946 - William Miller Abrahams - Interval in Carolina - Copertina disegnata da Bettina Shaw-Lawrence.
1949 - Shaw-Lawrence, Bettina e Fassam, Thomas. 'Un erbario per la fiera: Un libro dell'erbe comuni con incisioni di ['An Herbarium For The Fair: Being a Book of Common Herbs with Etchings by] Betty Shaw-Lawrence'.Londra: The Hand & Flower Press.
1972 - Shaw-Lawrence, Bettina. Festchrift per KFB (Katherine Falley Bennett). Londra: The Lyrebird Press, Micro-dot-Book. p. 167 e un disegno in doppia pagina p. 140-141. OCLC 1121430
1979 - Shaw-Lawrence, Bettina, Durrell, Lawrence. 'Apple Grammar'. Londra: Poetry London/Di Apple Magazine, vol.1 N ° 1.P. 79. OCLC 6257472
1989 - Shaw-Lawrence, Bettina. Ponte Tambimuttu tra due mondi [Tambimuttu Bridge Between Two Worlds]. Londra: Peter Owen Publishers. p. 236. OCLC 25026573